# Guerra Inca-Colla
La guerra Colla-Inca contrappose i Collas (Kollas) agli Inca tra il 1445 e il 1450. Vede l'ingresso dell'Impero Inca nell'Altipiano andino  . È una delle prime grandi guerre dell'imperatore Inca Pachacutec.
L'Impero Colla si estende su un territorio di oltre 800 000. I Colla hanno domini sulla costa cilena, nella pedemontana amazzonica e nelle vicinanze di Arequipa.
Questa guerra seguì la conquista dei territori di Chanca. Accentuò notevolmente il potere Inca nella regione. Tuttavia, il potere imperiale non era ben consolidato poiché, sotto i regni di Pachacutec e Tupac Yupanqui, questa regione si ribellò tre volte.

## Sfondo
Il primo conflitto tra gli Inca e i Colla ebbe luogo durante il regno di Viracocha Inca. A quel tempo, i Collas e i Lupaca gareggiavano per il dominio nella regione. Viracocha, che diede il suo sostegno ad entrambe le potenze, strinse segretamente un'alleanza con Cari, il signore di Lupaca. Il signore dei Collas viene a conoscenza di questa alleanza segreta e si dirige verso il territorio di Lupaca prima dell'arrivo degli Inca. Allo stesso tempo, Viracocha sottomise i popoli Canchis e Canas.
Inizia quindi la battaglia tra i Lupaca e i Colla. Alla fine è Cari, Lord Lupaca, a sconfiggere il suo nemico. Viracocha si dirige verso il palco per ricevere il suo alleato. L'incontro dei due alleati avviene a Chucuito, la capitale di Lupaca, dove giurano pace eterna condividendo un qero (vaso) di chicha.

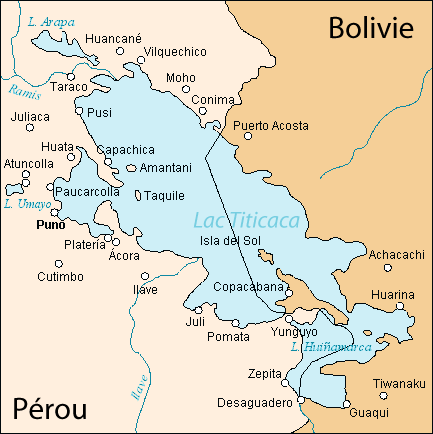
Lago Titicaca e città circostanti all'inizio del XV secolo. La capitale di Colla è Atuncolla (Hatun Colla)

Le cause della guerra non sono molto chiare. Secondo il cronista e navigatore spagnolo Pedro Sarmiento de Gamboa si trattò di un attacco dei Colla. Infatti, secondo questo storico, il sovrano Colla avrebbe preso il titolo di Cápac Inca. Questo titolo, che significa " Sovrano Inca ", O " potente Inca ", è riservato all'imperatore Inca. Da qui il fatto che la Colla Cápac (" sovrano Colla ") prendere questo titolo indicherebbe che un'invasione dell'Impero Inca era pianificata dai Colla. Bernabé Cobo, missionario e cronista spagnolo, ritiene invece che la causa della guerra sia l'ingresso degli eserciti Inca nel territorio di Colla. Anche l'etnostorica María Rostworowski, che tuttavia utilizza in abbondanza gli scritti di Sarmiento de Gamboa, nota che si trattava di un'aggressione Inca. Secondo lei, " non possiamo credere che gli Inca potessero avventurarsi in guerre lontane senza aver prima conquistato Collao ".
Mentre la ricostruzione di Qoricancha veniva completata, Pachacutec inviò un esercito comandato da Apo Conde Mayta (dal quechua Apu Kunti Maita) a Lurucache, al confine meridionale dell'Impero con i Collas. Secondo Henri Favre, questa guerra e la campagna di Capac Yupanqui a Chinchay Suyu ebbero luogo simultaneamente. Dalla catena di Vilcanote si estende il territorio del potente signore (Kuraka) dei Collas, Sapana, chiamato anche Chuchic Capac. A Lurucache, il generale Inca deve attendere il sovrano e spiare Chuchic Capac per conoscere le sue decisioni. Giunto Pachacutec con i rinforzi, gli eserciti Inca attraversarono la Sierra de Vilcanote.
Chuchic Capac, informato dell'invasione Inca, si diresse verso la città di Ayaviri (o Ayawiri) per attendere l'esercito avversario.

## Battaglia
Pachacutec invia poi degli emissari per presentare la sua richiesta reciproca, vale a dire la sua richiesta di sottomissione di fatto nel quadro del mutualismo andino. La colla sovranista risponde " che era felice di vedere gli Inca offrirgli la sua fedeltà proprio come le altre nazioni che aveva conquistato; ma se questa non era la sua intenzione, allora lascia che la sua testa sia preparata, poiché intendeva berne per celebrare la vittoria che sarebbe stata sua se si fossero incontrati in battaglia ".
Il giorno successivo iniziò la battaglia nelle vicinanze di Ayaviri. Dopo lunghe battaglie, Pachacutec spinge con forza i suoi eserciti alla vittoria. Il cronista spagnolo Sarmiento de Gamboa riferisce che Pachacutec allora gridò : " O Incas di Cusco ! Vittorioso in tutti i luoghi della terra ! Come non ti vergogni che un popolo così inferiore, così diseguale in guerra, ti eguagli e ti resista così a lungo? ". L'incoraggiamento di Pachacutec incoraggiò i soldati Inca che respinsero le forze di Colla. Chuchic Capac, notando l'ardore degli eserciti nemici, si ritirò per raggiungere la città di Pukara. Gli Inca inseguirono il nemico finché Chuchic Capac non fu catturato dall'esercito Inca. Secondo alcune fonti, Pachacutec sconfisse addirittura personalmente il signore dei colla. Dopo la cattura di Chuchic Capac, gli eserciti Inca fermarono i soldati di Colla in ritirata finché tutti i generali di Colla non furono sequestrati.
Dopo la battaglia, Pachacutec si dirige verso Hatun Colla, la capitale dei Collas. Prolunga la sua permanenza finché tutti i popoli precedentemente soggetti ai Colla non gli si sottomettono. Dopo aver appreso della vittoria degli Inca sui loro ex nemici, anche i Lupaca si sottomisero.

## Conseguenze
La vittoria degli Inca ebbe come diretta conseguenza il consolidamento del potere Inca nella regione dell'Altiplano e la conquista delle popolazioni del Lago Titicaca. In effetti, la signoria di Kolla è potente quanto quella degli Inca e dominava l'Altiplano prima dell'arrivo di questi ultimi. Il prestigio di Pachacutec crebbe ancora di più dopo questa guerra. Questo conflitto segna definitivamente l'inizio dell'espansione Inca, perché pochi popoli, come i Chimús, possono ancora affrontare l'Impero Inca.
Tuttavia, i risultati di questa campagna non sono solo positivi. Secondo lo storico francese Henri Favre, mentre Pachacutec sconfiggeva i Colla, suo fratello, Capac Yupanqui, intraprese un'incursione a Chinchay Suyu per preparare un colpo di Stato. Questa incursione mette gli Inca in una situazione molto delicata.